# Botswanas flagga
Botswanas flagga  är ljusblå med ett horisontellt svart band i mitten, avgränsat av vita skiljeränder. Flaggan antogs av Botswana den 30 september 1966 och har proportionerna 2:3.

## Symbolik
Den blå färgen representerar regn och det liv som regnet är en förutsättning för. Landets valspråk är Pula ("regn!" på tswana) vilket avspeglar den avgörande betydelse som nederbörden har i ett torrt klimat. De svarta och vita ränderna symboliserar förhoppningen om att landets svarta och vita befolkning kan leva tillsammans i fred. Färgerna finns även i Botswanas statsvapen. Flaggan skiljer sig från de flesta andra afrikanska flaggor i och med att den både saknar partipolitisk symbolik och de panafrikanska färgerna.

## Historik
Inför självständigheten från Storbritannien utlystes en landsomfattande tävling om nya nationalsymboler, bland annat om ny nationsflagga. Ansvaret för tävlingen gavs till George Winstanley, som tidigare varit tjänsteman i den brittiska kolonialadministrationen och som i samarbete med Seretse Khama organiserat de första allmänna valen 1965 och 1969. Enligt Winstanley var alla inlämnade förslag så undermåliga att han beslöt att själv skapa den nya nationsflaggan själv. Flaggans horisontella utformning tillkom eftersom Winstanley ville att flaggan skulle vara enkel att rita. Enligt upphovsmannen representerar flaggans blå bakgrund vattnet, avgörande för landets jordbruk. Det mittersta svarta fältet med de vita skiljeränderna står för de svarta och vita folkgruppernas samexistens.